# Terremoto de México de 1911
El terremoto de México de 1911, conocido también como el Terremoto Maderista, fue un sismo ocurrido en la madrugada del 7 de junio de 1911, con una magnitud de 7.8 (MW). El epicentro se localizó en la Brecha de Michoacán con epicentro 59 km al suroeste de 
Lázaro Cárdenas, Michoacán frente a las costas de Michoacán de acuerdo al registro del Servicio Sismologico Nacional, y curiosamente ocurrió el mismo día en que Francisco I. Madero entraba triunfalmente a la Ciudad de México.

## Víctimas y daños materiales

### Ciudad de México
El Servicio Sismológico Nacional apunta en sus registros a un total de 40 víctimas mortales, 33 artilleros y 7 mujeres, tras colapsarse el ala derecha del dormitorio del 3.er. Regimiento de Artillería en Rivera de San Cosme. También se tiene memoria de 16 heridos. Por su parte, el Servicio Geológico de los Estados Unidos mantiene un registro de 45 muertos.
Además del cuartel de San Cosme, el sismo provocó daños importantes en el altar de la iglesia de San Pablo, grietas en las calles, donde el movimiento provocó que se flexionaran los rieles de tranvía. Un total de 250 casas quedaron destruidas, la mayoría localizadas en Santa María la Ribera. El Palacio Nacional y la Catedral Metropolitana solo sufrieron cuarteaduras. Así también, la Escuela Normal para Maestros, la Escuela Preparatoria, la Inspección de Policía, el Instituto Geológico solo resintieron daños menores. Se produjeron daños en el Imparcial que se derrumbó sobre el quinto piso del antiguo Hotel Regis (1914-1985), hoy Plaza de la Solidaridad.

### Jalisco
Ciudad Guzmán, en el estado de Jalisco, quedó completamente en ruinas.
En Guadalajara hubo daños leves en la cúpula de la iglesia de San Francisco.